# Martin Schongauer
Martin Schongauer (1448–1491) foi um gravador e pintor alemão. Foi o mais importante mestre da gravura antes de Albrecht Dürer, e foi, provavelmente, o terceiro dos quatro filhos de Caspar Schongauer, um ourives que ensinou ao filho a arte da pintura. Suas obras circularam pela Europa e era conhecido na Itália pelos nomes de Bel Martino e Martino d'Anversa.
Martin passou parte de sua vida em Colmar. Pode ter sido aluno do Mestre E. S.. Ele abriu em Colmar uma escola de gravura, de onde alguns mestres da geração seguinte vieram, além de um grande grupo de artistas de Nuremberg. Como pintor, Schongauer foi um seguidor de Rogier van der Weyden, e suas poucas pinturas lembram a arte de Flandres.
Suas gravuras foram vendidas por toda a Europa. Giorgio Vasari afirmou que Michelangelo pode ter copiado algumas de suas gravuras. Seu estilo não mostra nada da tradição italiana, mas do gótico. Suas gravuras são, em sua maior parte, religiosas, mas incluem cenas cômicas também. Sua coleção mais importante de gravuras é a série que retrata a Paixão de Cristo e a Morte e Coroação da Virgem. São notáveis porque misturam elementos de iluminuras com uma grande força cromática. Schongauer desenvolveu várias técnicas que foram depois aperfeiçoadas por Dürer.

## Gravuras
O trabalho principal de Schongauer foi a produção de diversas gravuras, vendidas não apenas na Alemanha, mas também na Itália, Inglaterra e Espanha. Estabeleceu um sistema de representação de figuras volumosas por meio de incubação cruzada (que consiste em desenhar linhas em duas posições diferentes). Também desenvolveu a técnica do burin, fazendo linhas mais fundas, o que implica mais impressões antes do desgaste das placas.
Segundo o pintor Arthur Mayger Hind, Schongauer foi um dos primeiros pintores alemães a "subir em cima das configurações góticas tanto de configuração quanto de tipo", e que que ele "atualiza uma ideia de beleza que, em sua aproximação a ideias mais absolutos, atrai muito mais a apreciação universal"  do que gravadores anteriores como Master E. S.

## Galeria

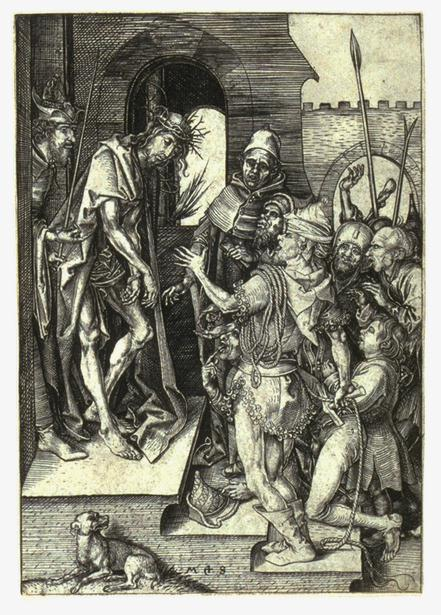
Ecce Homo, da série sobre a A Paixão de Cristo.
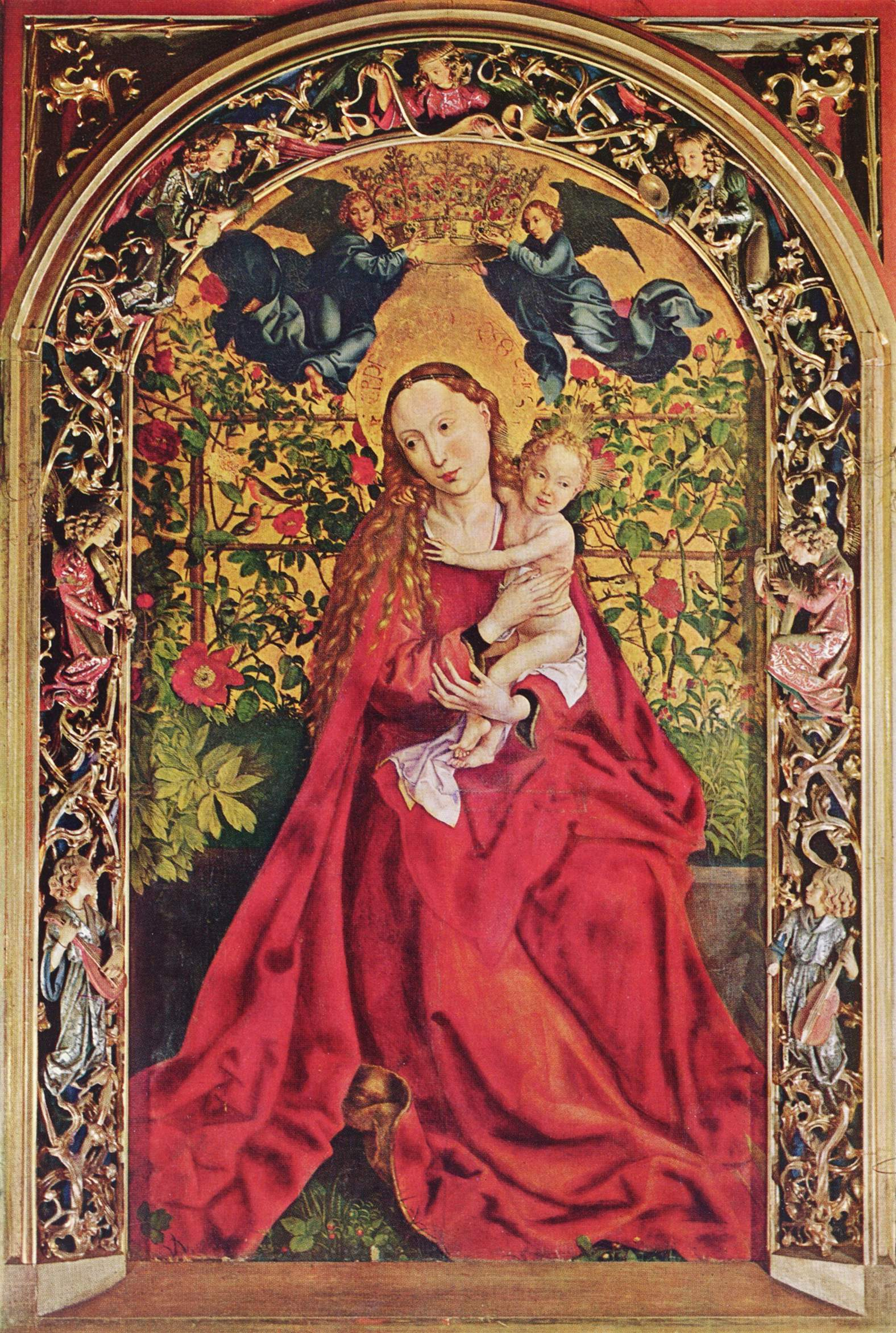
A Virgem e o Menino no roseiral
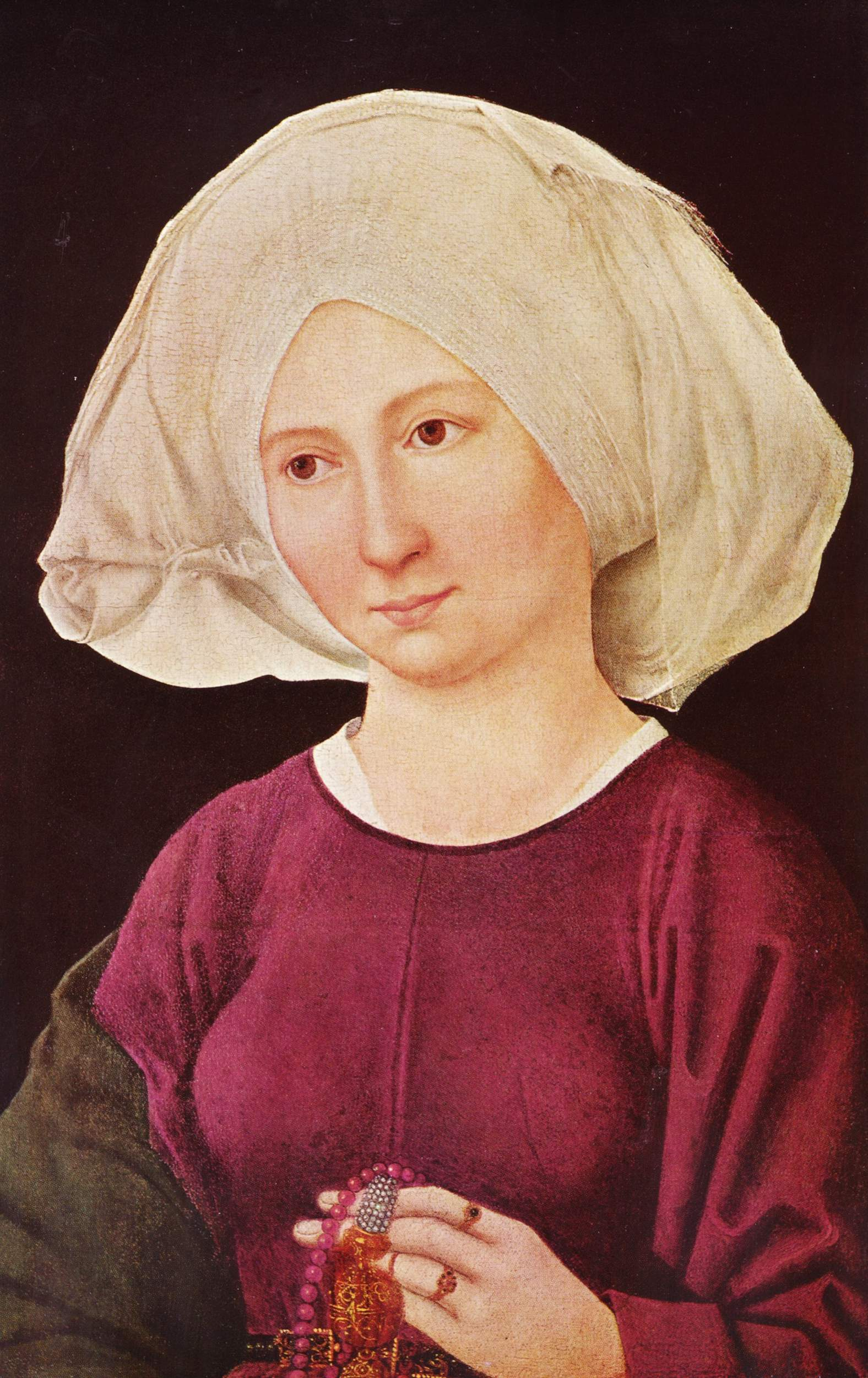
Retrato de uma jovem
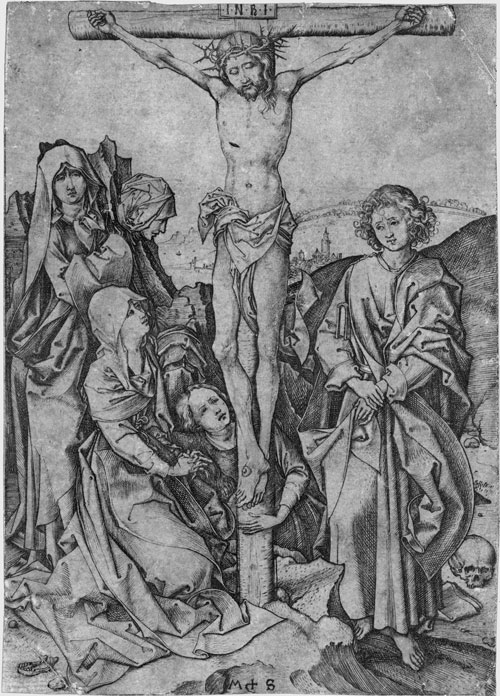
Crucificação
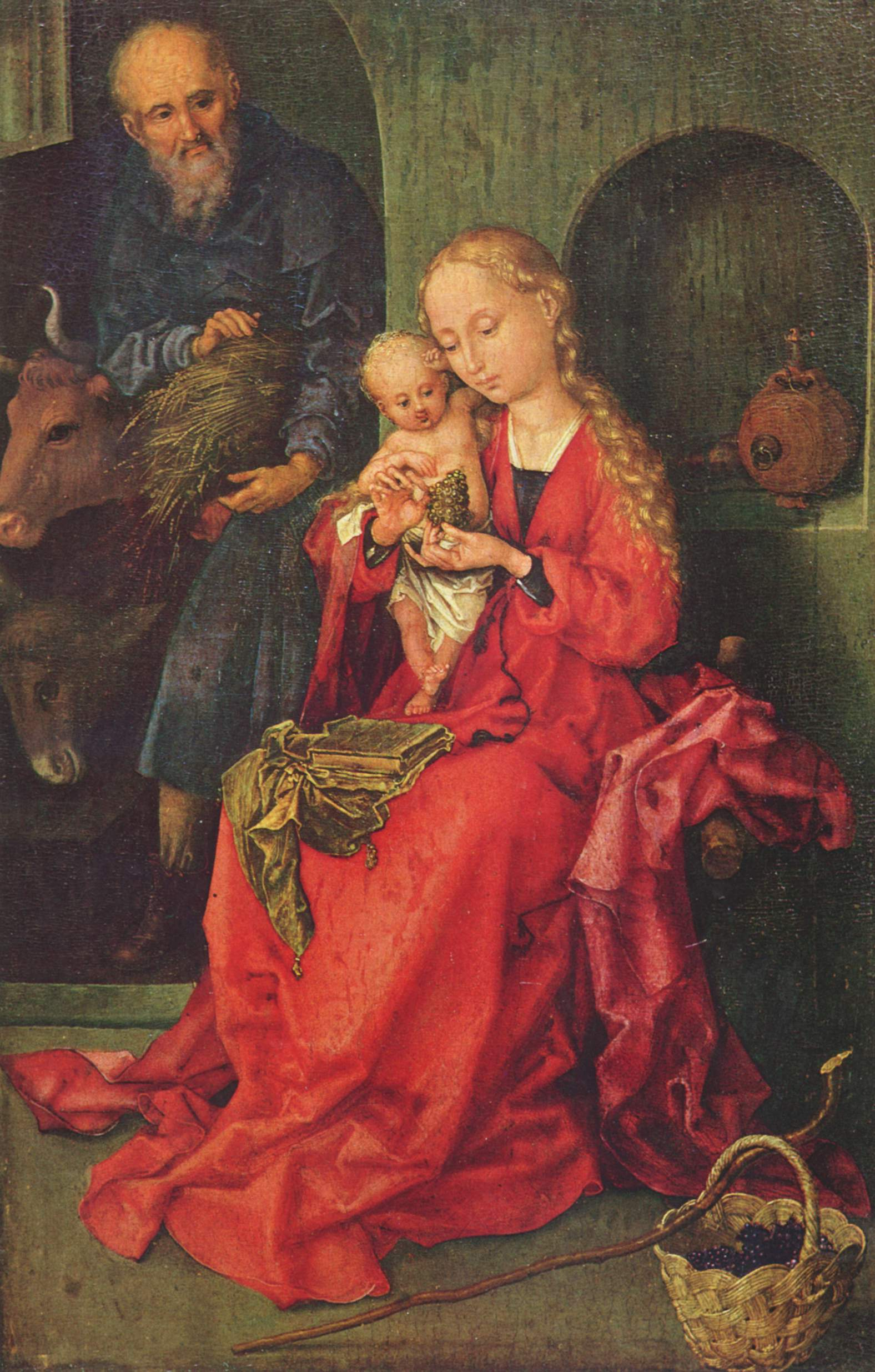
Sagrada Família
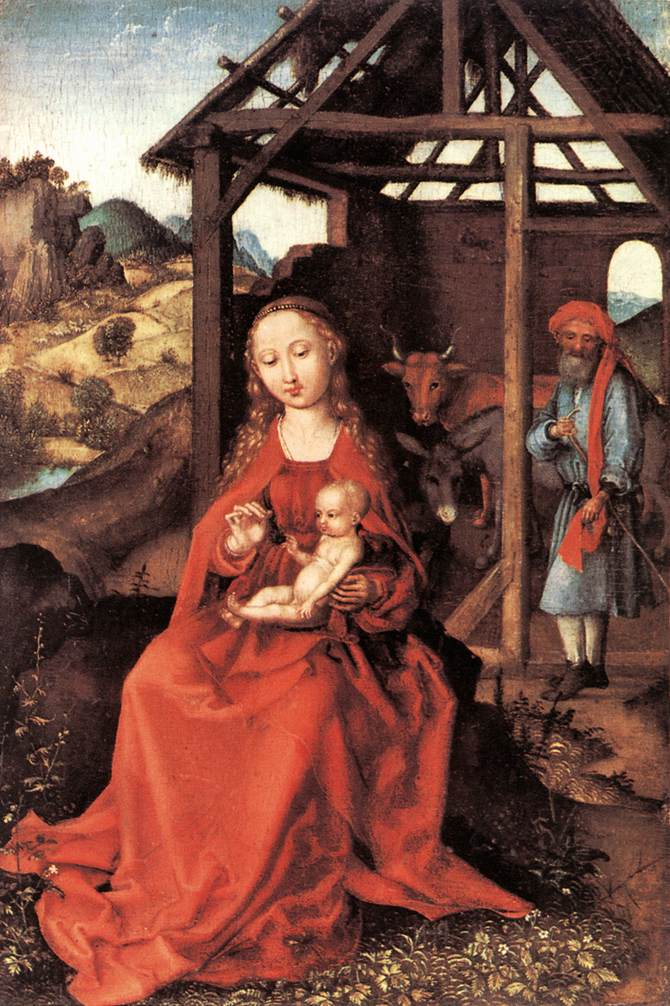
A Sagrada Família
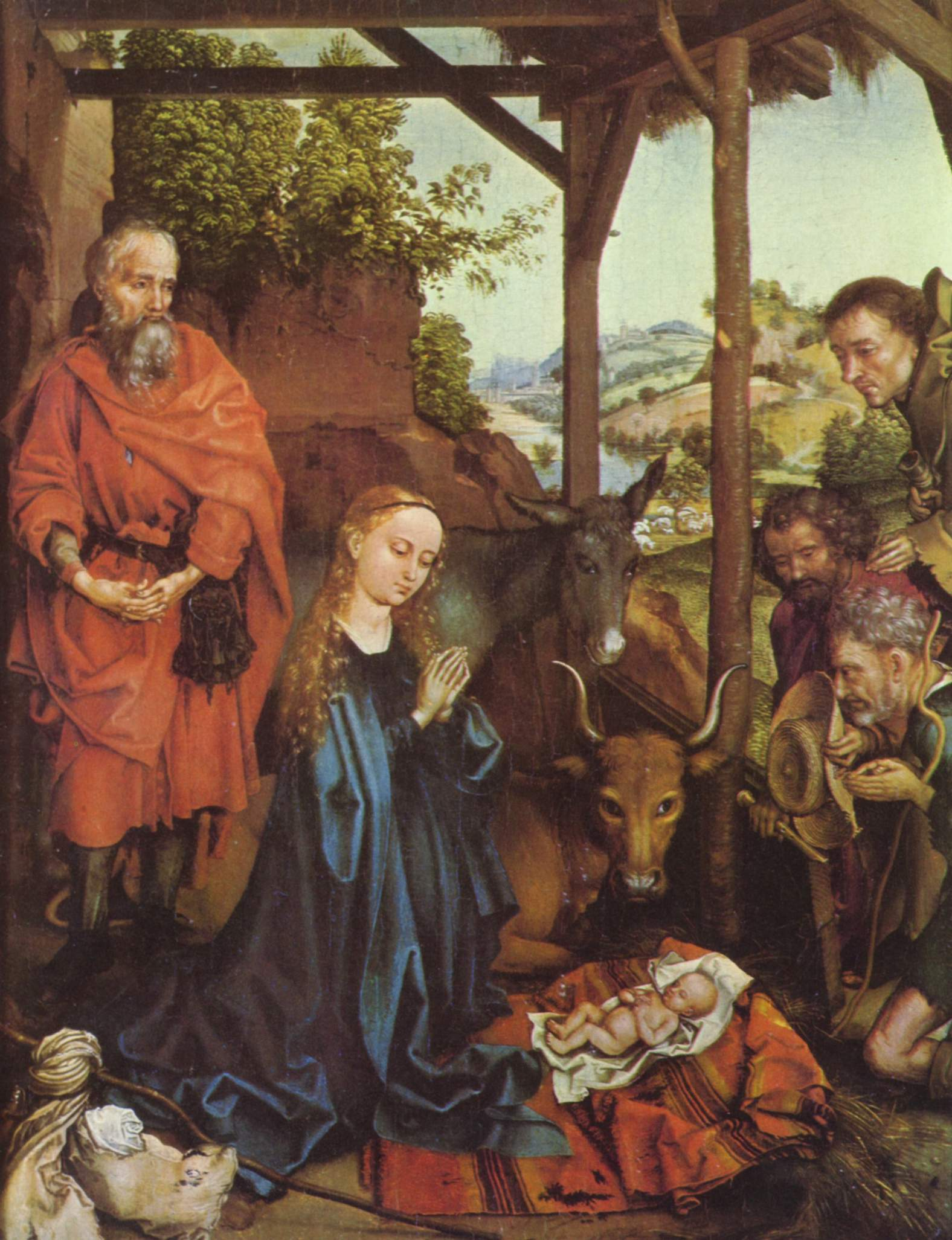
Adoração dos pastores
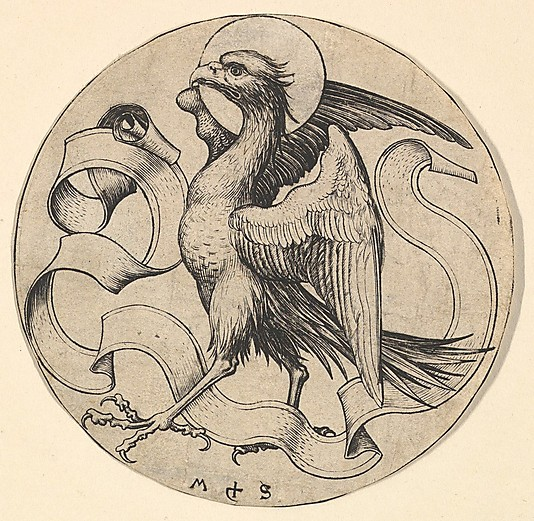
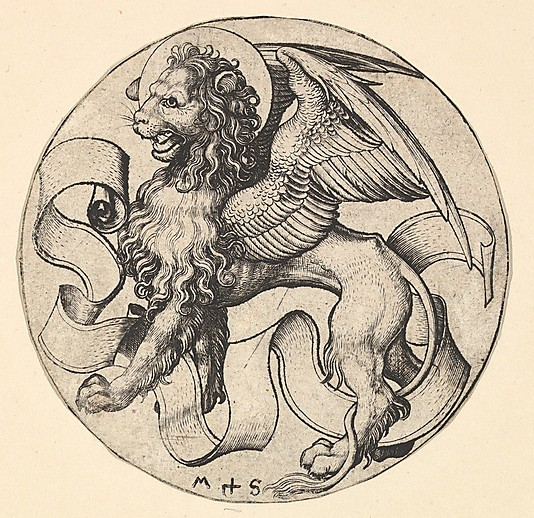
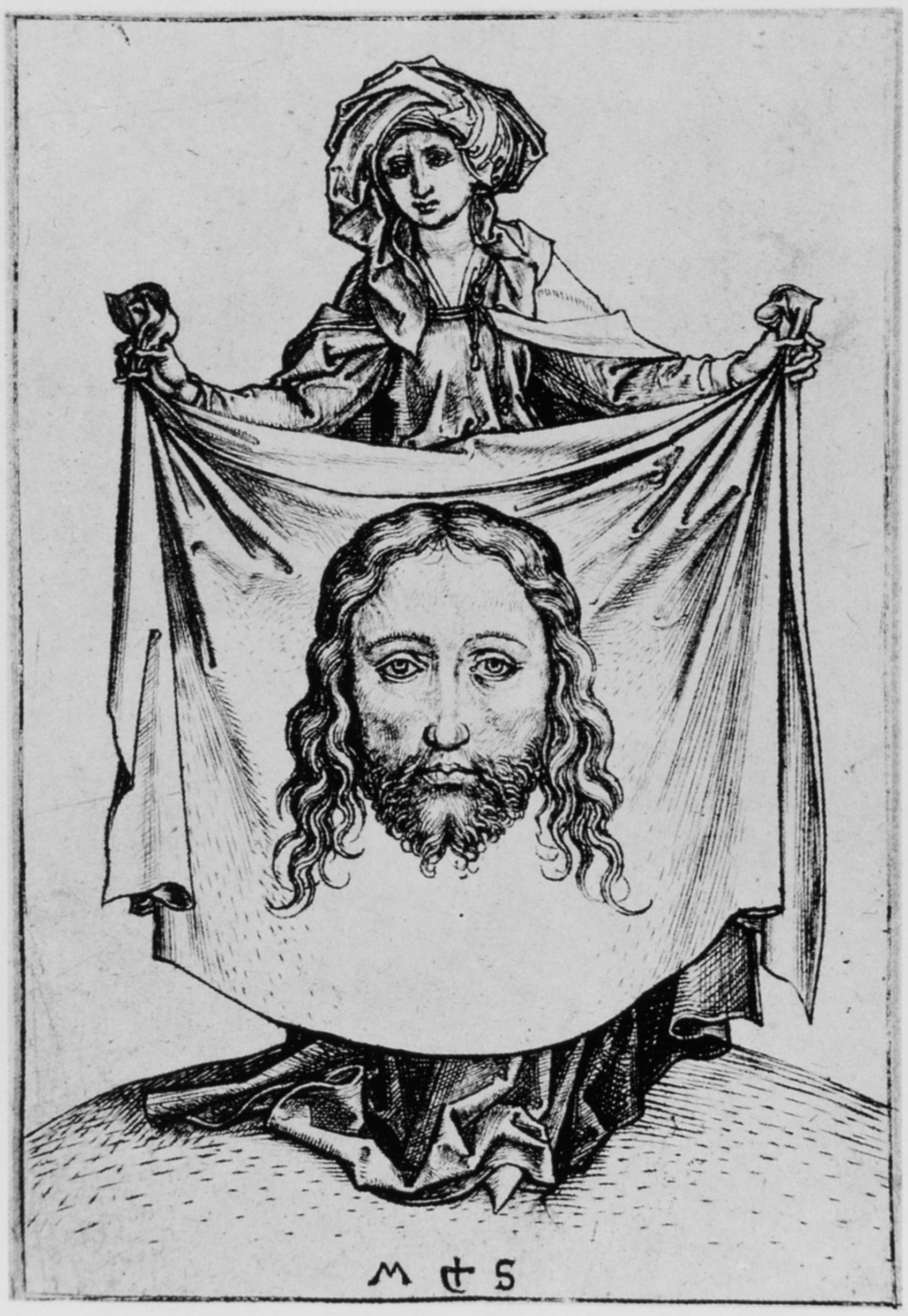
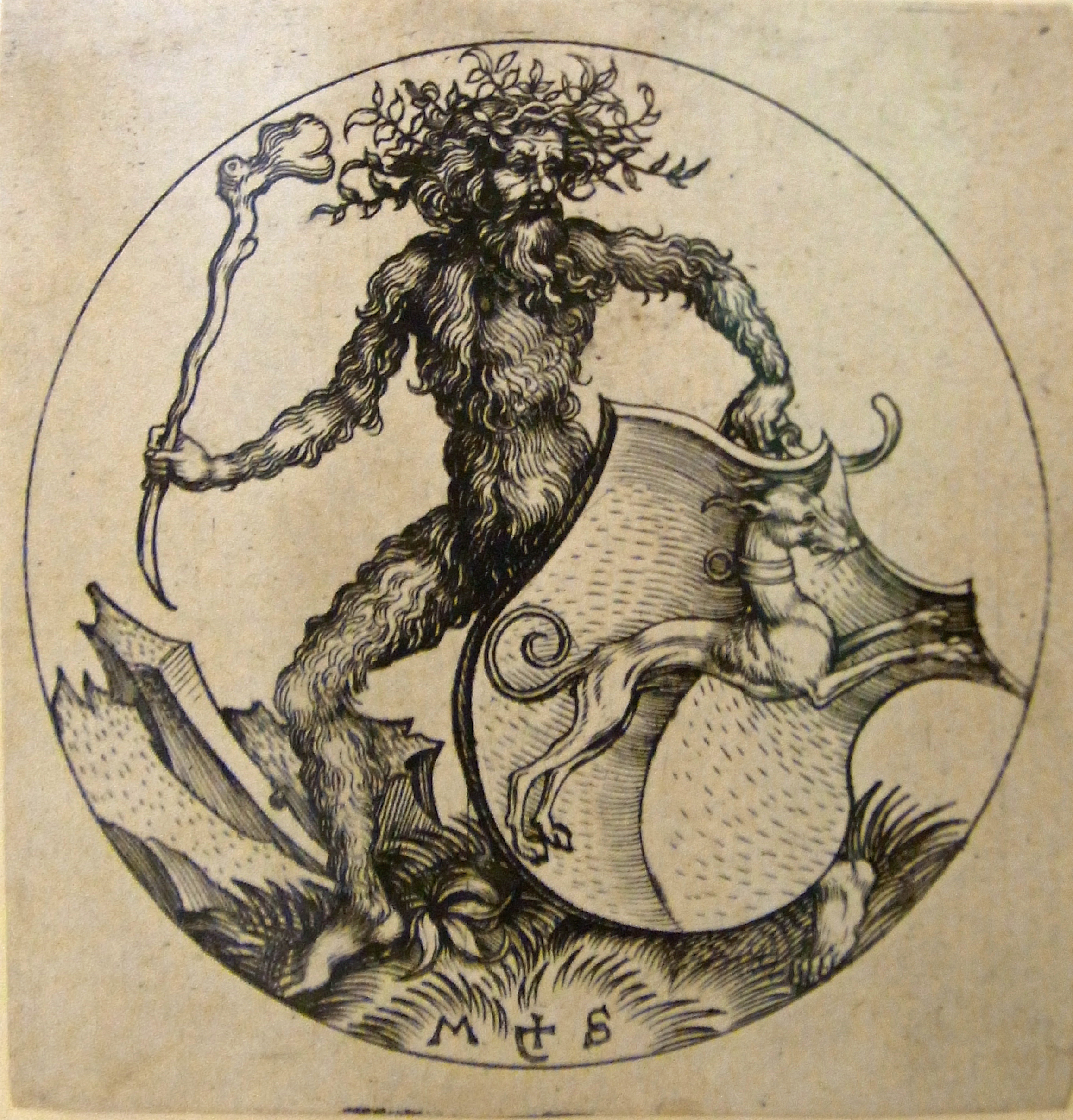
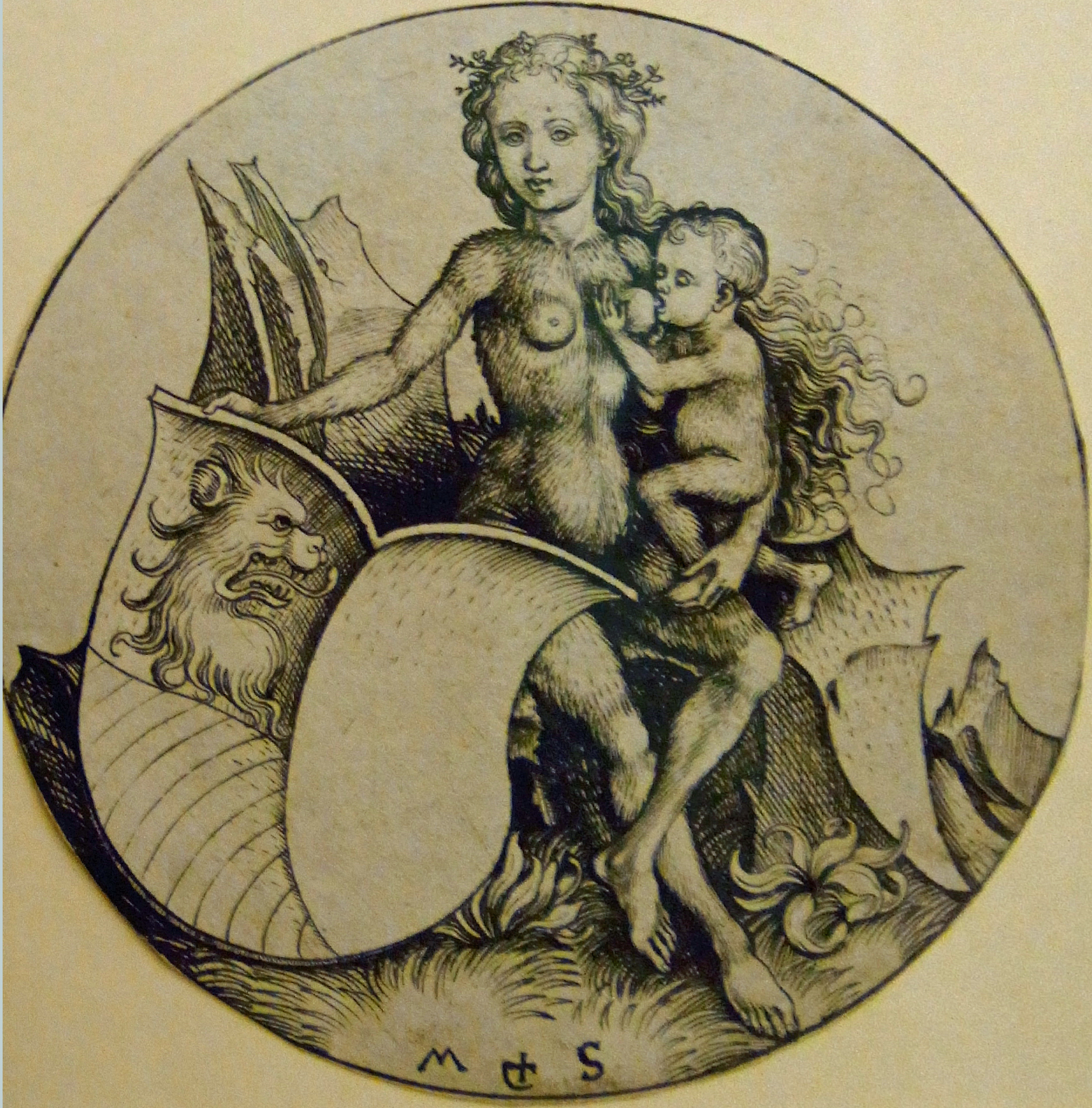
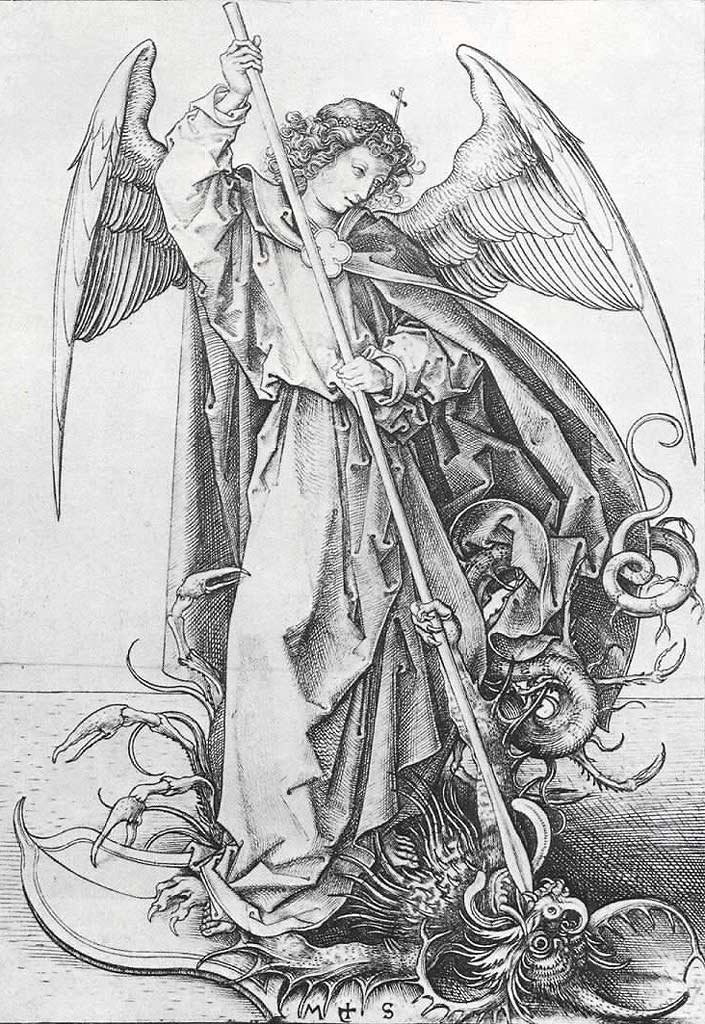
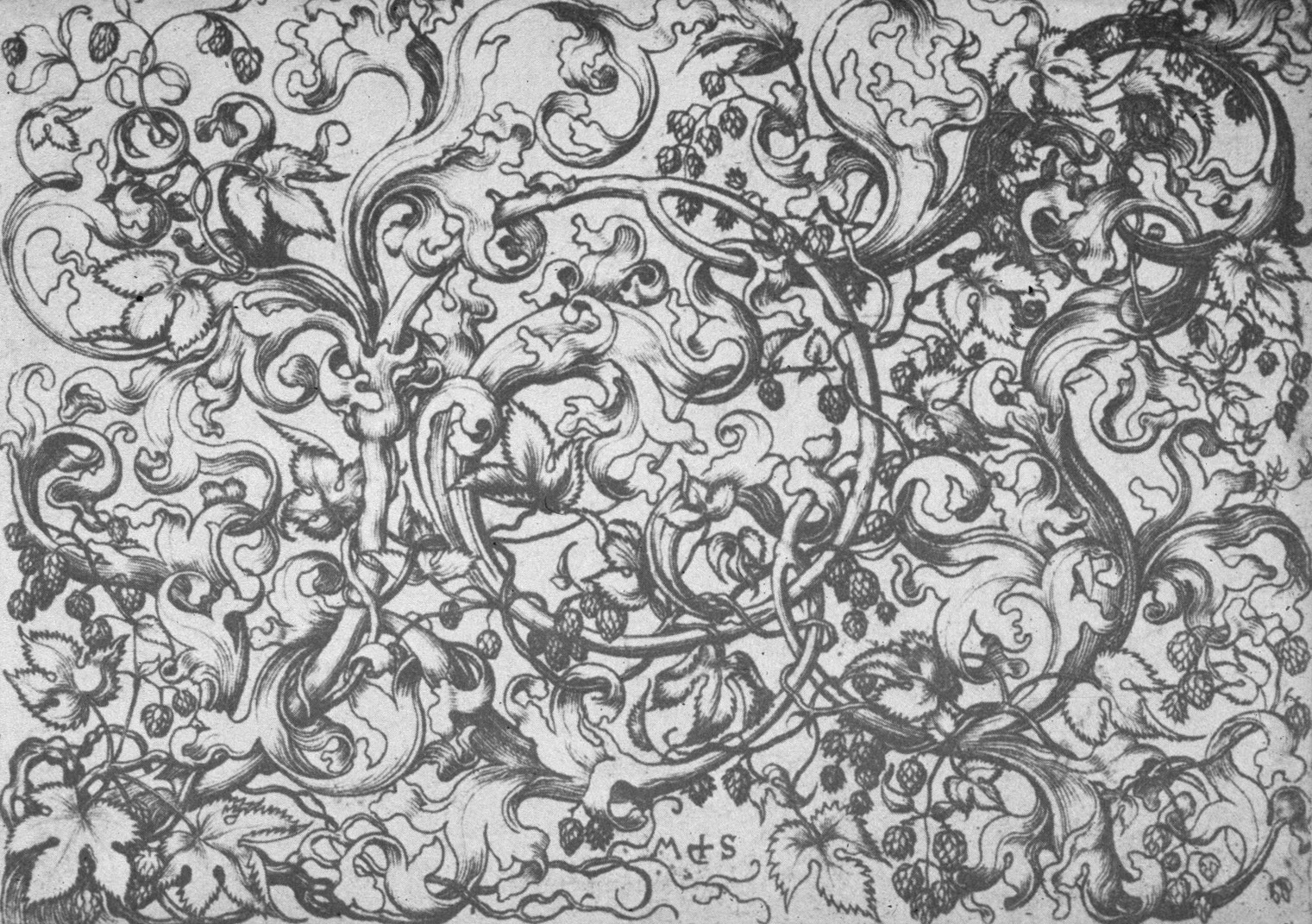
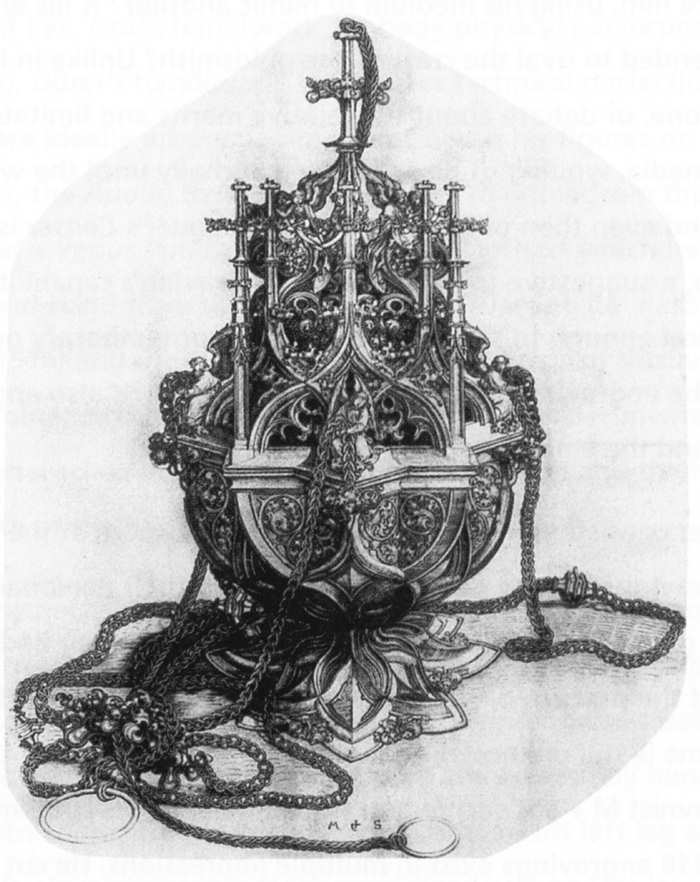

Muitas de suas obras estão no Museu Britânico.